# NATO Support and Procurement Agency

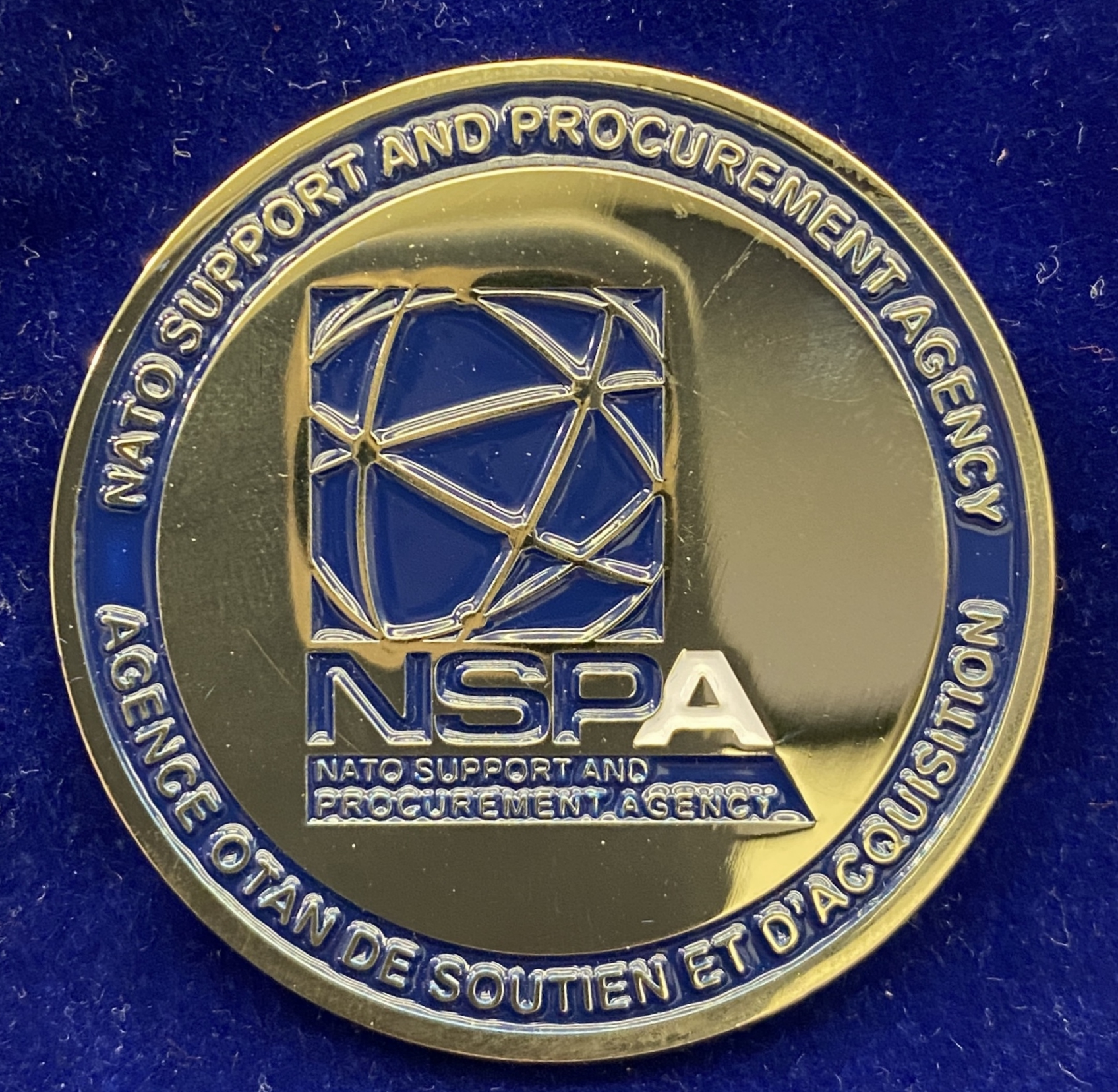
NSPA Medal

Die NATO Support and Procurement Agency (NSPA) ist der wichtigste Dienstleister der NATO und stellt ein breites Spektrum integrierter Fähigkeiten für die Allianz, ihre Mitgliedsstaaten und Partner bereit.
Der Hauptsitz der NSPA befindet sich in Capellen im Großherzogtum Luxemburg, mit Haupteinsatzzentren in Frankreich, Ungarn und Italien sowie einer Außenstelle im Kosovo. Die Agentur beschäftigt rund 1.550 Mitarbeiter und beaufsichtigt über 2.500 Auftragnehmer in NATO-Missionen auf der ganzen Welt.

## Geschichte
1958 genehmigte der Nordatlantikrat die Gründung der NATO Maintenance Supply Services Agency (NMSSA) in Châteauroux, Frankreich, um den Logistikbedarf der alliierten Nationen zu decken.
Fünf Jahre später änderte die NMSSA ihren Namen und wurde zur NATO Maintenance and Supply Agency (NAMSA).
1968 zog die NAMSA von ihrem ursprünglichen Standort in Châteauroux nach Luxemburg, wo die Agentur noch heute ihren Hauptsitz hat.
Im Laufe der Jahrzehnte hat sich die Agentur an technologische Veränderungen, politische und strategische Bedingungen sowie an die sich entwickelnden Fortschritte der NATO in der kollektiven Verteidigungslogistik angepasst.
Beim Gipfeltreffen in Lissabon 2010 einigten sich die alliierten Staats- und Regierungschefs darauf, die 14 bestehenden NATO-Agenturen in sieben Mitgliedsländern zu reformieren. Insbesondere einigten sie sich darauf, die Agenturen auf drei große Programmthemen zu konzentrieren: Beschaffung, Unterstützung sowie Kommunikation und Information. Die Reform zielte darauf ab, die Effizienz und Effektivität bei der Bereitstellung von Fähigkeiten und Dienstleistungen zu verbessern, eine größere Synergie zwischen ähnlichen Funktionen zu erreichen und Transparenz und Rechenschaftspflicht zu erhöhen. Im Rahmen des Reformprozesses wurde die NSPA am 1. Juli 2012 gegründet. Dabei wurden drei ehemalige Unterstützungsagenturen zusammengelegt: die NATO Maintenance and Supply Agency (NAMSA), die NATO Airlift Management Agency (NAMA) und die Central Europe Pipeline Management Agency (CEPMA).
Im April 2015 wurde die NATO Support Agency zur NATO Support and Procurement Agency. Dies bedeutete die Ausweitung ihrer Kapazitäten auf alle Aspekte der Systembeschaffung von der Erstbeschaffung bis zur Instandhaltung.

## Struktur
Die NSPA untersteht dem Nordatlantikrat. Unter der Leitung eines Generaldirektors ist die Agentur das Exekutivorgan der NATO Support and Procurement Organisation (NSPO), der alle NATO-Verbündeten angehören. Diese Nationen sind im NSPO Agency Supervisory Board (ASB) vertreten, das die Aktivitäten der NSPA leitet und kontrolliert.

## Aufgaben
Die Mission der NSPA besteht darin, reaktionsschnelle, effektive und kosteneffiziente Logistikunterstützungsdienste für Systeme und Operationen bereitzustellen. Diese Unterstützung wird – in Friedenszeiten, Krisen und Konflikten, wo immer erforderlich – den NATO-Verbündeten, den NATO-Militärbehörden und Partnerländern sowohl einzeln als auch gemeinsam bereitgestellt. Konkret erwirbt, betreibt und wartet die Agentur Waffensysteme, Treibstofflieferungen, Hafendienste, Flugplatzlogistik, Lufttransport, medizinische und Catering-Dienste sowie Basisunterstützungsdienste für alle ihre Kunden auf der ganzen Welt. Sie konsolidiert und zentralisiert Logistikmanagementfunktionen, sodass ihre Kunden Skaleneffekte erzielen können.

### Die Fähigkeiten der NSPA sind in drei Bereiche unterteilt

#### Unterstützung von Operationen und Übungen
NSPA unterstützt NATO-Operationen und -Übungen durch reale Unterstützungsdienste wie Unterkunft, Verpflegung und medizinische Dienste, Infrastruktur, Flugplatzunterstützung und andere Logistikdienste für Truppen. Die Agentur verwaltet auch Verträge für Treibstoff, Öllieferungen und Hafendienste für die Marineschifffahrt. Über ihr Southern Operational Centre (SOC) in Taranto, Italien, beschafft, verwaltet, betreibt und wartet NSPA einsatzfähige Lagerinfrastruktur und damit verbundene vertraglich vereinbarte Dienstleistungen für die NATO und ihre Verbündeten. Die Agentur ist eng in die Planung und Unterstützung von Nationen bei Abschreckungs- und Verteidigungsaktivitäten eingebunden. Darüber hinaus ist NSPA für die Umsetzung von NATO-Treuhandfondsprojekten, die Unterstützung von sicherheits- und verteidigungsbezogenen Projekten und den Aufbau von Fähigkeiten in Partnerländern verantwortlich.

#### Lebenszyklusmanagement
NSPA überwacht alle Phasen im Lebenszyklus von Ausrüstung und Waffensystemen (von der Beschaffung bis zur Außerdienststellung von Waffensystemen, mit besonderem Schwerpunkt auf der Unterstützung im Einsatz). Die Agentur arbeitet eng mit ihren Kunden zusammen und passt ihre Unterstützung in jeder Phase an die Kundenanforderungen an. NSPA verwaltet derzeit 32 multinationale Supportpartnerschaften, die über 90 wichtige Waffensysteme (Hubschrauber, Radargeräte, Raketen, gepanzerte Fahrzeuge, luftgestützte Überwachungssysteme usw.) abdecken, darunter Projekte mit hoher Sichtbarkeit wie: Alliance Future Surveillance and Control (AFSC), Multinational Multi-Role Tanker Transport (MRTT) Fleet (MMF), Alliance Ground Surveillance (AGS), Präzisionsgelenkte Munition und Land Battle Decisive Munitions Landkampffahrzeuge und -ausrüstung Bodengestützte Luftverteidigung (GBAD), Strategic Airlift International Solution (SALIS).

#### Dienstleistungen
NSPA unterhält ein breites Portfolio an Produkten und Dienstleistungen im Bereich der Logistikunterstützung, wie beispielsweise die NATO Logistics Stock Exchange (NLSE), die es Kunden ermöglicht, den Austausch überschüssiger Ersatzteile zu arrangieren und gemeinsam gehaltene Lagerbestände zu verwalten, oder die General Procurement Shared Services (GPSS), die strategische Beschaffungsverträge und Zugang zum NATO eShopping Centre bieten. Von Versailles, Frankreich aus verwaltet die NSPA das Central Europe Pipeline System (CEPS). In Ungarn unterstützt das NATO Airlift Management Programme (NAMP) die Strategic Airlift Capability (SAC) und die C-17-Flugzeuge des Heavy Airlift Wing (HAW). Das NAMP erwirbt, verwaltet und unterstützt Lufttransportmittel, die für nationale Operationen erforderlich sind, einschließlich solcher zur Unterstützung der NATO, der Europäischen Union, der Vereinten Nationen und multinationaler Verpflichtungen.